# Deutsche Landrasse
Die Deutsche Landrasse ist eine Hausschweinrasse, die bis 1968 Deutsches veredeltes Landschwein genannt wurde. 
Entstanden ist die Deutsche Landrasse um 1890, als man verschiedene deutsche Landschweinrassen, die alle weiße Borsten auf weißer Haut sowie Schlappohren und großrahmigen Körperbau aufwiesen, mit weißen Stehohr-Schweinen englischen Typs kreuzte. Ab 1904 wurde die so entstandene Rasse als Veredeltes Landschwein, später Deutsches veredeltes Landschwein bezeichnet. In einzelnen Regionen gezüchtete Rassen wie beispielsweise das Meißner Schwein wurden durch einen reichsweit einheitlichen Verband mit gleichem Zuchtziel integriert und bestanden als eigenständige Rasse nicht weiter. Einzelne Eber dieser kleineren Zuchtlinien, wie beispielsweise Robust M 301 wurden Linienbegründer der Deutschen Landrasse.
In den 1950er Jahren erfolgte eine Umzüchtung von bis dahin recht fetten Schweinen hin zu magereren Fleischschweinen, die eine Rippe mehr aufwiesen und somit länger waren. Die Umzüchtung dieser Landrasse erfolgte über Tiere dänischer Herkunft. Der neue Schweinetyp war jedoch sehr stressanfällig. Deshalb wurde die Deutsche Landrasse in den 1980er Jahren auf erhöhte Stressresistenz selektiert. Dazu wurden verschiedene Landrassen aus dem Ausland verwendet.